# 坎普 (巴塞卢什)
坎普（葡萄牙語：Campo）是葡萄牙布拉加区巴塞卢什的一个堂区。总面积2.5平方公里，总人口992人，人口密度396.8人/平方公里。